# Église paroissiale Santa Maria Assunta (Elva)
Pour les articles homonymes, voir Église Sainte-Marie-de-l'Assomption.
L’église Sainte-Marie-de-l'Assomption (en italien : Chiesa parrocchiale di santa Maria Assunta; en piemontais : Cesa parocial ëd Santa Maria dl'Assonsion) est une église paroissiale située à Elva, une localité de la province de Coni, dans le Piémont.

## Histoire
L’église actuelle est le résultat d'une série d'ajouts et modifications effectuées sur l'édifice tout au long des siècles.
La construction du premier édifice est antérieure au XIVe siècle. C'est au cours du XVe siècle qu'ont été ajoutés le presbytère à la voûte d'arêtes et le campanile.
À la fin du XVIIe siècle, la nef principale a été allongée vers la droite par rapport à l'entrée.
En 1762, le mur placé en face de l'entrée a été percé et la chapelle Saint-Pancrace créée.

## Extérieur
Sous l'atrium, une stèle romaine comportant l'inscription  VICTORIAE/AUG/VIBIUS CAESTII  est murée dans la colonne de gauche. Le portail en pierre est composé de petites colonnes séparées par des petits piliers à arêtes.
L'architrave est posée sur deux petits chapiteaux dont celui de gauche est décoré d'une curieuse figure de Télamon. Plus haut, toujours à gauche, se trouve une longue chaîne qui relie une figure humaine à un serpent.
Sur le tympan se trouve une fresque de La Vierge et l'Enfant et Anges trônant attribué à Giovanni Baleison. L'Enfant tient un petit oiseau à la main.

## Intérieur
Le bénitier en pierre qui est muré à gauche de la porte d'entrée date de 1463 est attribué aux frères Zabreri de Pagliero. 
Les fonts baptismaux, semblable à ceux à Paglières, Verzuolo et Marmora datent d'une période comprise entre la moitié XIVe début du  XVe siècle. Il est constitué de deux blocs de pierre superposés. Sa décoration est composée de quatre bandes horizontales qui se développent sur les huit façades des blocs.
Le presbytère est encadré par un grand arc en pierre verte (fin XIVe début du  XVe siècle), témoignage de l'époque gothique tardive avec ses allégories du Mal et ses images fantastiques. 

### La voûte
La voûte est décorée de fresques datant des années 1470, œuvres d'un artiste anonyme. 
Dans les voiles triangulaires sont représentés quatre couples de personnages assis sur trônes avec écritoire. Il s'agit du tétramorphe, la représentation des quatre Évangélistes avec chacun l'être ailé qui le symbolise (homme, lion, taureau ou aigle), discutant avec les quatre premiers docteurs de l'église). 
À côté se trouvent des ogives, ornées de cartouches rouges et verts qui s'enroulent autour de branches blanches se déroulant avec des festons végétaux et des putti. 
La paroi du fond et les deux latérales du presbytère sont complètement recouvertes par les fresques  de La Crucifixion et Les Scènes de Vie de la Vierge, œuvres du peintre Hans Clemer.

## Autres œuvres
D'autres retables sont in situ :
- Retable de San Costanzo (1694) ;
- Retable du rosaire (fin XVIIe siècle signé G. Pietro Botta) ;
- Retable de l'Assunta (deuxième moitié du XVIIe siècle.

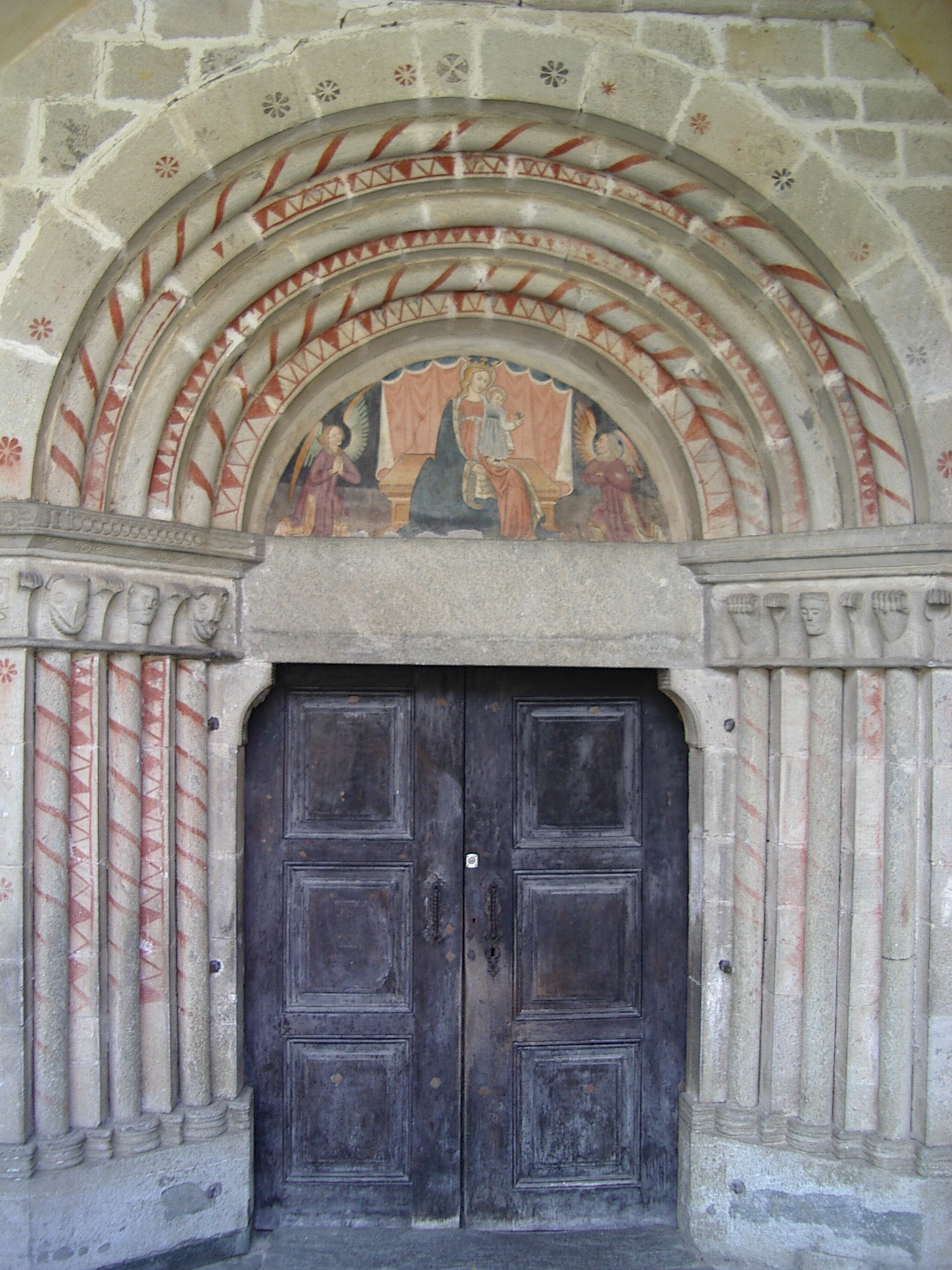
Le portail.
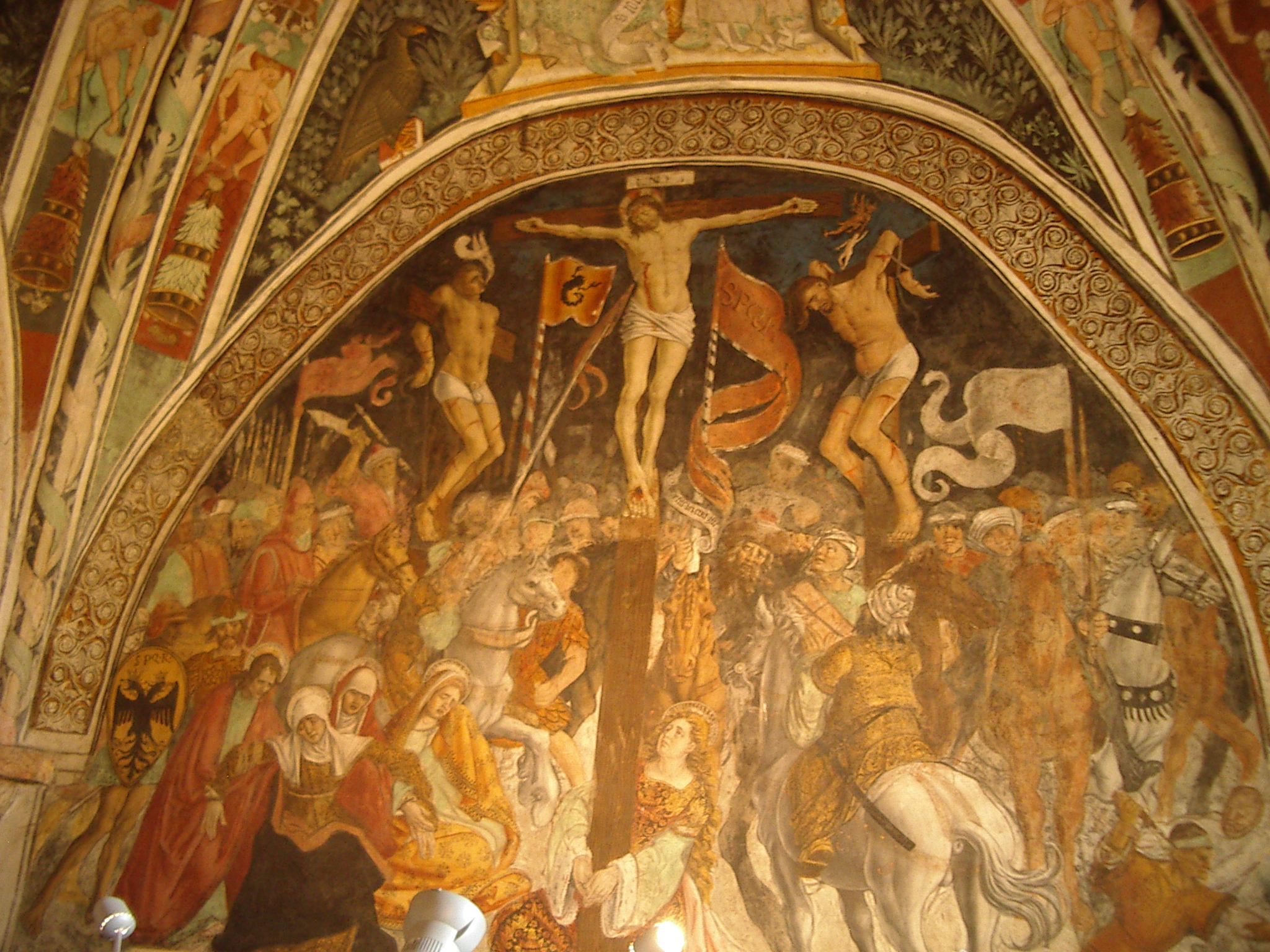
Crucifixion (1505-1508), Hans Celmer.
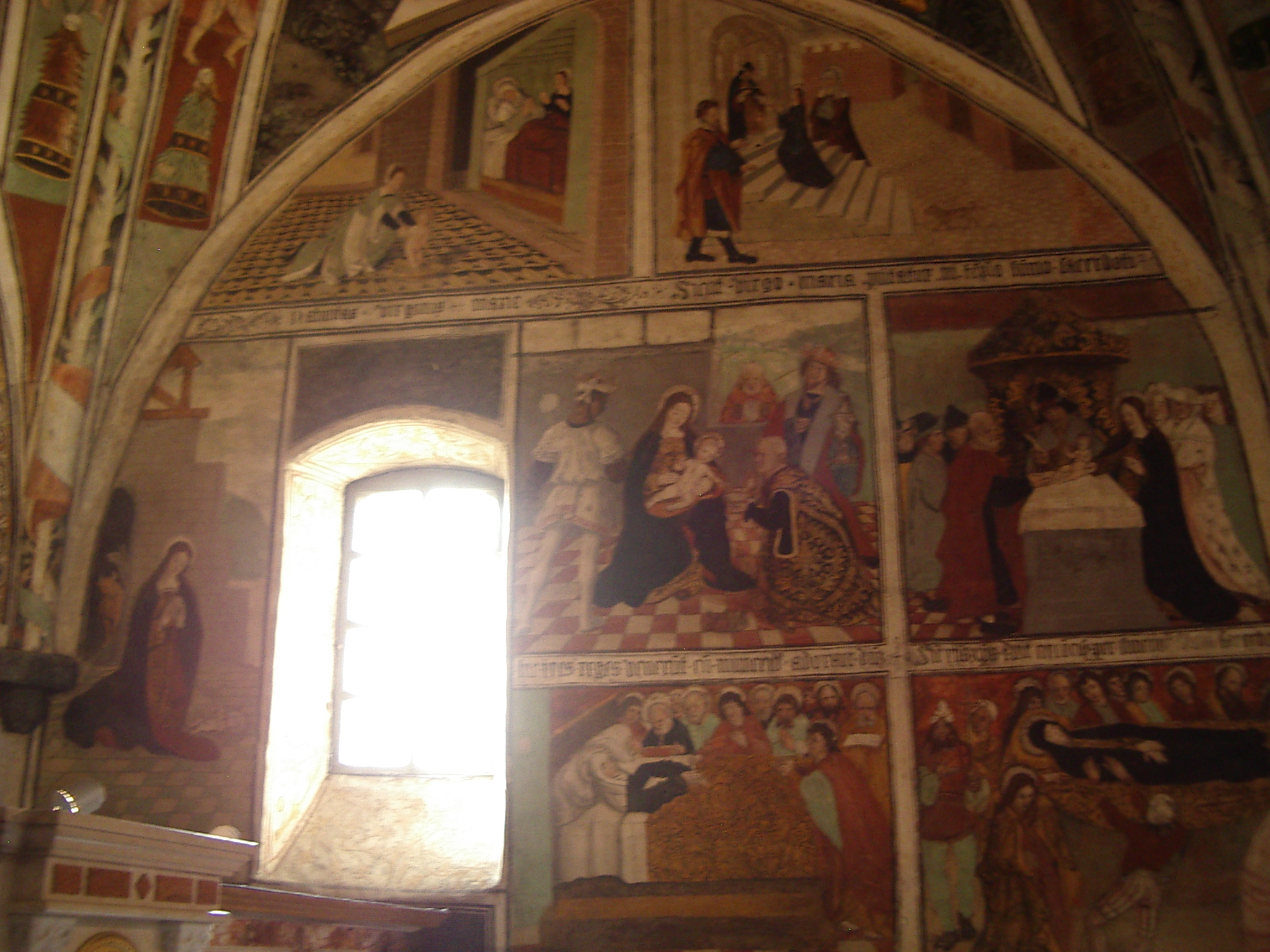
Scènes de vie de la Vierge (1505-1508), Hans Celmer.
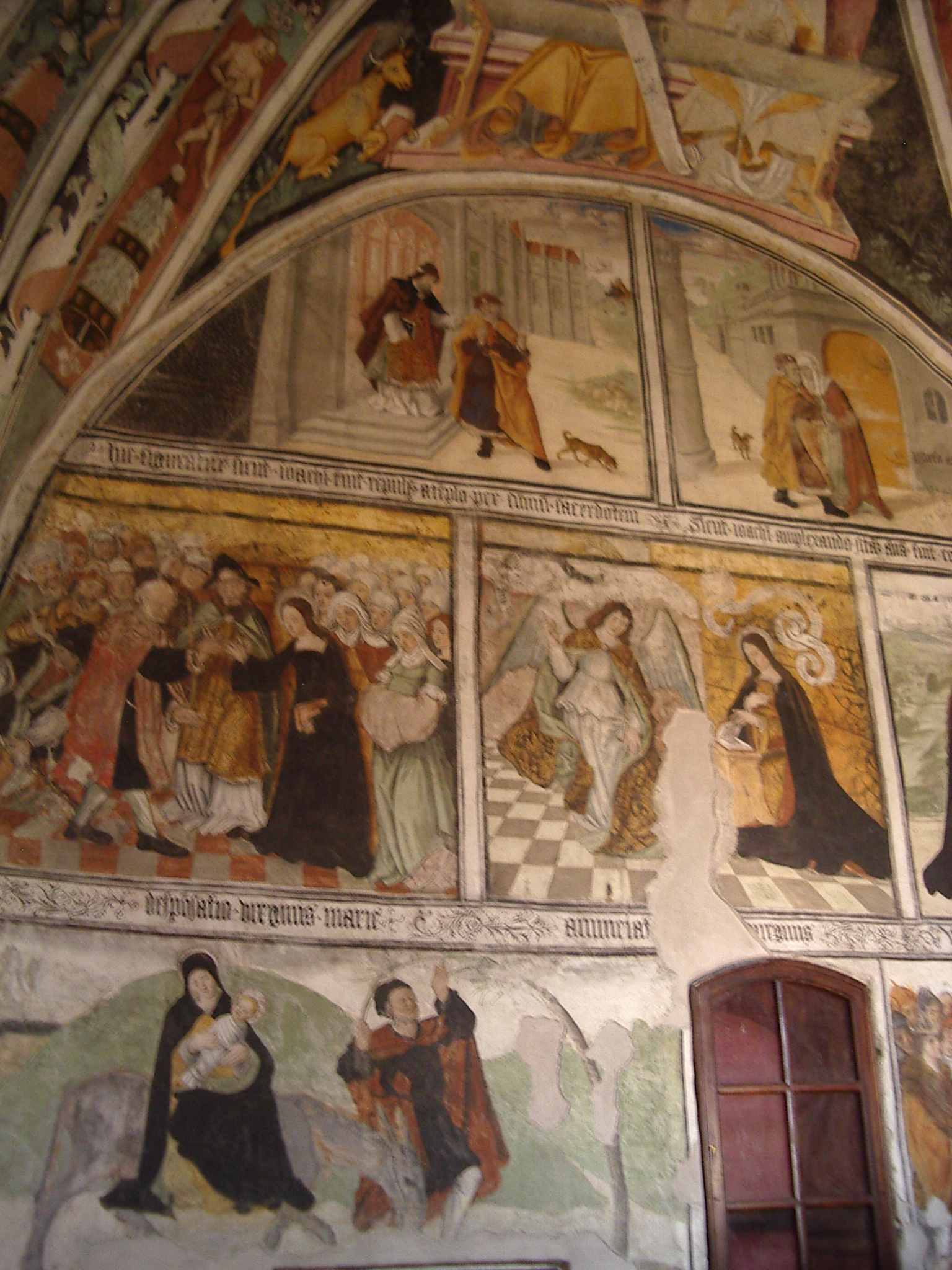
Scènes de vie de la Vierge.
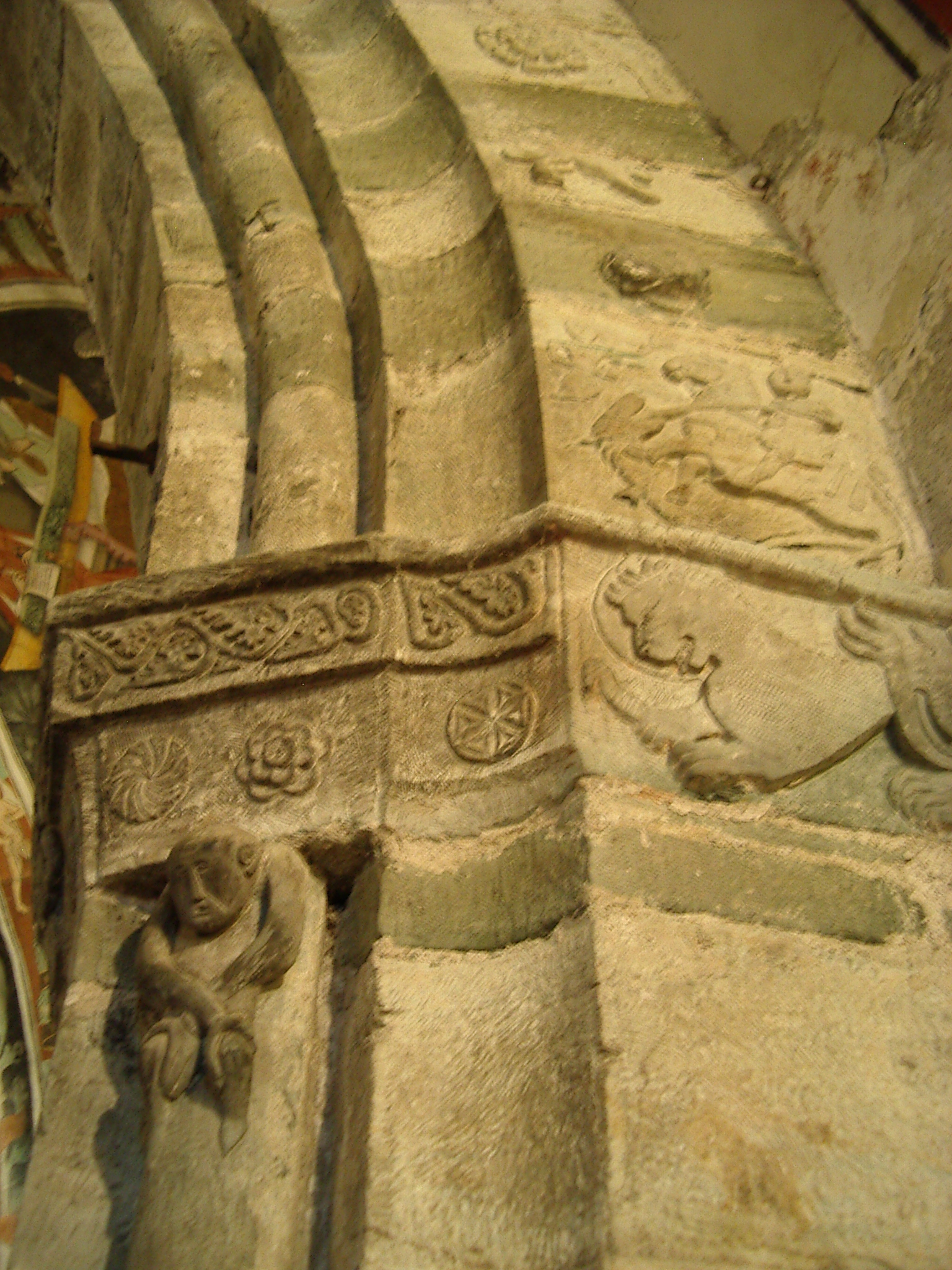
Allégories et images fantastiques.
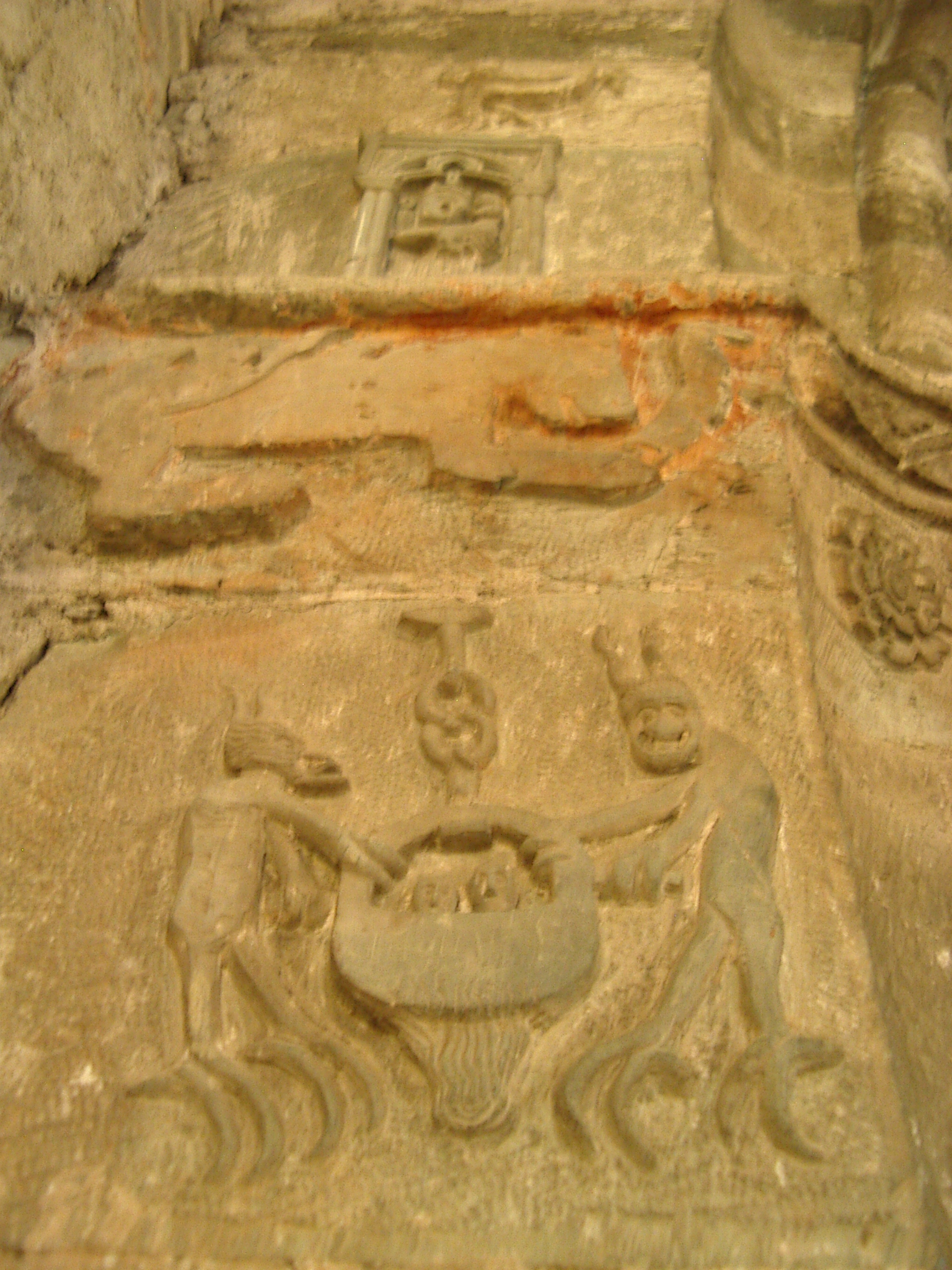
Allégories et images fantastiques.